# Dan Kraus
Daniel Joseph Kraus, detto Dan (Bronx, 13 febbraio 1923 – Columbia, 28 dicembre 2012), è stato un cestista statunitense, professionista nella BAA.

## Carriera
Venne selezionato dai Baltimore Bullets nel Draft BAA 1948.